# Hexalobus
Hexalobus A. DC. – rodzaj roślin z rodziny flaszowcowatych (Annonaceae Juss.). Według The Plant List w obrębie tego rodzaju znajduje się 6 gatunków o nazwach zweryfikowanych i zaakceptowanych, podczas gdy jeden kolejny takson ma status gatunku niepewnego (niezweryfikowanego). Występuje naturalnie w Afryce Subsaharyjskiej oraz na Madagaskarze. Gatunkiem typowym jest H. monopetalus (A.Rich.) Engl. & Diels. 

## Morfologia
PokrójZimozielone drzewa lub krzewy.
LiścieNaprzemianległe, pojedyncze. Blaszka liściowa jest całobrzega.
KwiatyPromieniste, obupłciowe, pojedyncze lub zebrane w pęczki, rozwijają się w kątach pędów. Mają 3 wolne i skórzaste działki kielicha. Płatków jest 6, ułożonych w jednym okółku, są zrośnięte u podstawy w krótką tubkę. Dno kwiatowe jest wypukłe. Kwiaty mają liczne wolne pręciki. Zalążnia jest górna składająca się z 3–12 wolnych i owłosionych owocolistków, każdy posiada liczne komory ułożone w jednym bądź dwóch rzędach.
OwocePojedyncze mają podłużny lub cylindryczny kształt, zebrane w owoce zbiorowe.

## Systematyka
Pozycja według APweb (aktualizowany system APG III z 2009)Rodzaj wraz z całą rodziną flaszowcowatych w ramach rzędu magnoliowców wchodzi w skład jednej ze starszych linii rozwojowych okrytonasiennych określanych jako klad magnoliowych.
Lista gatunków
| - Hexalobus bussei Diels - Hexalobus callicarpus (Baill.) Cavaco & Keraudren - Hexalobus crispiflorus A.Rich. | - Hexalobus monopetalus (A.Rich.) Engl. & Diels - Hexalobus mossambicensis N.Robson - Hexalobus salicifolius Engl. |